# Tonella
Tonella é um género botânico pertencente à família Plantaginaceae. Tradicionalmente este gênero era classificado na família das Scrophulariaceae.

## Espécies
- Tonella collinsioides
- Tonella floribunda
- Tonella tenella